# 한규희
한규희(韓圭熙, 1944년 3월 29일 ~ 2014년 12월 18일)는 대한민국의 성우이다. 문화방송 성우극회 소속. 1964년 연극 배우로 활동하다가 1968년 MBC 공채 성우 3기로 입사했다.
성우 활동은 물론 드라마에도 출연하여 2005년 11월 MBC의 《영재의 전성시대》에서 모델하우스 사장 역을 연기하는 등 다양한 드라마에 출연한 바 있다.
2014년 12월 18일, 향년 70세에 경기도 고양시 일산동구 국민건강보험공단 일산병원에서 간경화로 숨졌다.

## 출연작품

### 만화 / 영화
- 프렌지 (MBC) - 블래니 (존 핀치)
- 신투첩영 (MBC)
- 보거스 (MBC)
- 로스트 인 스페이스 (MBC)
- 차이나 레이크 살인사건 (MBC)
- 홍콩 미스터리 (MBC) - 총경
- 개구리 왕눈이 (SBS) - 도마뱀 장군
- 블레이드2 (MBC) - 라인하트(론 펄먼)
- 스타워즈 에피소드5 (MBC)
- 볼링 포 콜럼바인 (MBC)
- 피고인 (MBC)
- 라스트 모히칸 (MBC)
- 리틀 킹 (MBC)
- 코어 (MBC) - 퍼셀 장군 (리처드 젱킨스)
- 더 팬 (MBC)
- 사랑의 용기 (SBS) - 디트리히 (리엄 니슨)
- 스피시즈 (MBC)
- 셰익스피어 명작만화 몽테크리스토 백작 (SBS) - 몽데고
- 피스메이커 (MBC) - 듀산 가브리치 (마셀 루어스)
- 클리핑행어 - 죽음의 질주 (MBC) - 조지
- 미션임파서블 (MBC) - 크리커 (장 르노)
- 유주얼 서스펙트 (MBC) - 코바야시 (피트 포스틀스웨이트)
- 큰 도둑 작은 도둑 (MBC) - 테일러
- 스위치 백 (MBC) - 맥기니스
- D-13 (MBC)
- 007옥토퍼시 (MBC) - 카말 칸 (루이 주르당)
- 썬더하트 (MBC) - 쿠텔 (샘 셰퍼드)
- 도망자 (MBC) - 니콜스 (예로엔 크라베)
- 사보타지 (SBS) - 퍼틀리
- 스워드 피쉬 (SBS) - 라이스만 (샘 셰퍼드) / 요원(마크 소퍼)
- 미스틱 피자 (SBS)
- 고스트 독 (SBS) - 소니 (클리프 고먼)
- 리플리 (SBS) - 디키 아버지 (제임스 렙혼)
- 우주의 기사 테카맨 (SBS) - 페가스
- 숲 속의 백설공주 (SBS)
- 레미제라블 (SBS)
- 애나 앤드 킹 (SBS)
- 사망유희 (SBS) - 스틱 (멜 노백)
- 나쁜 녀석들 2 (MBC) - 마약반 반장(조 판톨리아노)
- 우주전함 코메트 (MBC)
- 용감한 죠리 (MBC)
- 팬텀2040 (MBC)
- 은하순찰대 (MBC)
- 소공녀 세라 (MBC) - 세라 아빠
- 헤클 제클 (MBC) - 헤클
- 캡틴 테일러 (SBS) - 군의관 / 웡 제상
- 천공의 에스카 플로네 (SBS) - 메이덴
- 우리는 챔피언 WGP (SBS) - 태산
- 알프스의 메아리 (MBC) - 대령(1)
- 슈퍼 특공대 (MBC) - 아쿠아맨
- 빨간망토 차차 (MBC) - 데그랑, 심판, 야옹야옹 박사
- 미래전사 그레이트 건더 (SBS) - 나잘난
- 로봇수사대 K캅스 (MBC) - 맥클레인
- 드래곤볼 (SBS) - 무천도사
- 독고탁의 비둘기 합창 (MBC) - 큰형, 권투중계 캐스터
- 개구리 왕눈이 (SBS) - 경찰
- 미녀와 뱀파이어 (MBC) - 루퍼트 길스/Rupert Giles (앤서니 스튜어트 헤드/Anthony Head)
- 24 (MBC)
- CSI 과학수사대 (MBC) - 콘래드 에클리 (마크 밴)
- 도전자 허리케인 (MBC)
- 내일은 야구왕 (MBC)
- 마법사 토토 (MBC)
- 무적고양이 팬텀 (MBC)
- 우주전사 마르스 (MBC)
- 안네의 일기 (MBC)
- 심판자 (MBC)
- 모스크바 특급 (MBC) - 대령
- 한 여름밤의 꿈 (MBC) - 티시어스 공작 (데이비드 스트래튼)
- 네이비 씰 (MBC)
- 화이트 스콜 (MBC) - 프랭크의 아버지
- 비지터2 (MBC) - 바따르데 (크리스티앙 페레이라)
- 다크 엔젤 (MBC) - 월터 상사
- 도플갱어 (MBC)
- 독 안에 들어간 쥐 (MBC) - 파이저
- 로빈 쿡의 바이러스 (MBC)
- 백색공포 (MBC)
- 분노의 악령 (MBC) - 칠 드레스 (존 카사베츠)
- 블랙힐의 황금 (MBC)
- 사랑은 다 괜찮아 (MBC) - 알렉스의 아버지
- 스터 오브 에코 (MBC)
- 써든 데스 (MBC) - 경기장 직원(장 피에르 누티니)
- 왕중왕 (MBC)
- 우먼 인 레드 (MBC)
- 조지왕의 광기 (MBC)
- 천사의 음모 (MBC) - 경찰
- 칼리토 (MBC)
- 앨리게이터 2 (MBC)
- 투 다이 포 (MBC) - 수잔의 아버지 (댄 헤다야)
- 7년만의 복수 (MBC) - 버논 트랜트
- 타이거마스크 (KBS)
- 공군대전략 (MBC)
- 히틀러의 부활 (MBC)
- 종착역 (MBC)
- 세느강의 별 (MBC)
- 라이징 선 (MBC)
- 국경선 (SBS) - 리차드즈 (버트 렘슨)
- 투 다이 포 (MBC) - 수잔 아버지 (커트우드 스미스)
- 한 여름 밤의 꿈 (MBC) - 티시어스 공작 (데이빗 스트라탄)
- 사랑은 다 괜찮아 (MBC) - 알렉스 아버지 (존 베넷 페리)
- 조이 (MBC) - 린다 아빠 (에드 비글리 주니어)
- 폴리 (MBC) - 레인골드 (브루스 데이비슨)
- 스타트렉6 (MBC) - 맥코이 (디포레스트 켈리)
- 미스 다이아몬드 (SBS)
- K2 (MBC)
- 최후의 탈출 (SBS) - 샌더슨 (클리프 고먼)
- 나는 결백하다 (MBC) - 휴슨(존 윌리엄스)
- 카르멘 존스 (MBC) - 조 (해리 벨라폰테)
- 로미오와 줄리엣 (MBC) - 패리스(로베르토 비사코)
- 007 리빙 데이라이트 (MBC) - 코스코프(예로엔 크라베)
- 007 다이아몬드는 영원히 (MBC) - 블로펠드(찰스 그레이)
- 형사 스타크 (MBC) - 블리스(데니스 호퍼)
- 더 맨 (MBC) - 브락(에버렛 슬론)
- 금옥만당 (MBC) - 음식점 주인(나가영)
- 용쟁호투 (MBC) - 윌리엄스(짐 켈리)
- 크레이머 대 크레이머 (MBC) - 그레센 변호사(빌 무어)
- 페리스의 해방 (MBC) - 에드워드(제프리 존스)

### 배우활동
드라마
- 산이 되고 강이 되고 (MBC)
- 전원일기 (MBC) - 귀염의 남편 역
- 서울의 달 (MBC) - 명선 부 역
- 제1공화국 (MBC) - 지청천 역
- 임진왜란 (MBC) - 이산해 역
- 제2공화국 (MBC) - 최경록 역
- 약속 (MBC)
- 열정시대 (SBS)
- 제3공화국 (MBC) - 최형우 역
- 제4공화국 (MBC) - 민주공화당 국회의원 이만섭 역
- 머나먼 나라 (KBS)
- 시트콤 남자 셋 여자 셋 (MBC) - 단역
- 부부클리닉 사랑과 전쟁 (KBS) - 단역
- 홍국영 (MBC)
- 네 자매 이야기 (MBC)
- 상도 (MBC)
- 맹가네 전성시대 (MBC)
- 실화극장 죄와 벌 (MBC) - 주심 판사 역 / 22화 지강헌 사건 피해자 역 (국가 배상 소송 원고)
- 거짓말 (KBS)
- 제5공화국 (MBC) - 전남 북 계엄사령관 소준열 장군 역
- 영재의 전성시대 (MBC) - 모델하우스 사장 역
- 결혼하고 싶은 여자 (MBC)
- 미워도 다시 한 번 2009 (KBS)
- 역전의 여왕 (MBC) - 준수 부 역

영화
- 꼭지딴 (1990년) - 김 회장 역
- 휘모리 (1994년) - 병철 역
- 카루나 (1996년) - 김 박사 역
- 까불지마 (2004년) - 명석 부 역
- 나의 친구, 그의 아내 (2009년) - 회장 역

## 같이 보기
- 문화방송 성우극회